# Stiftung Deutsche Krebshilfe

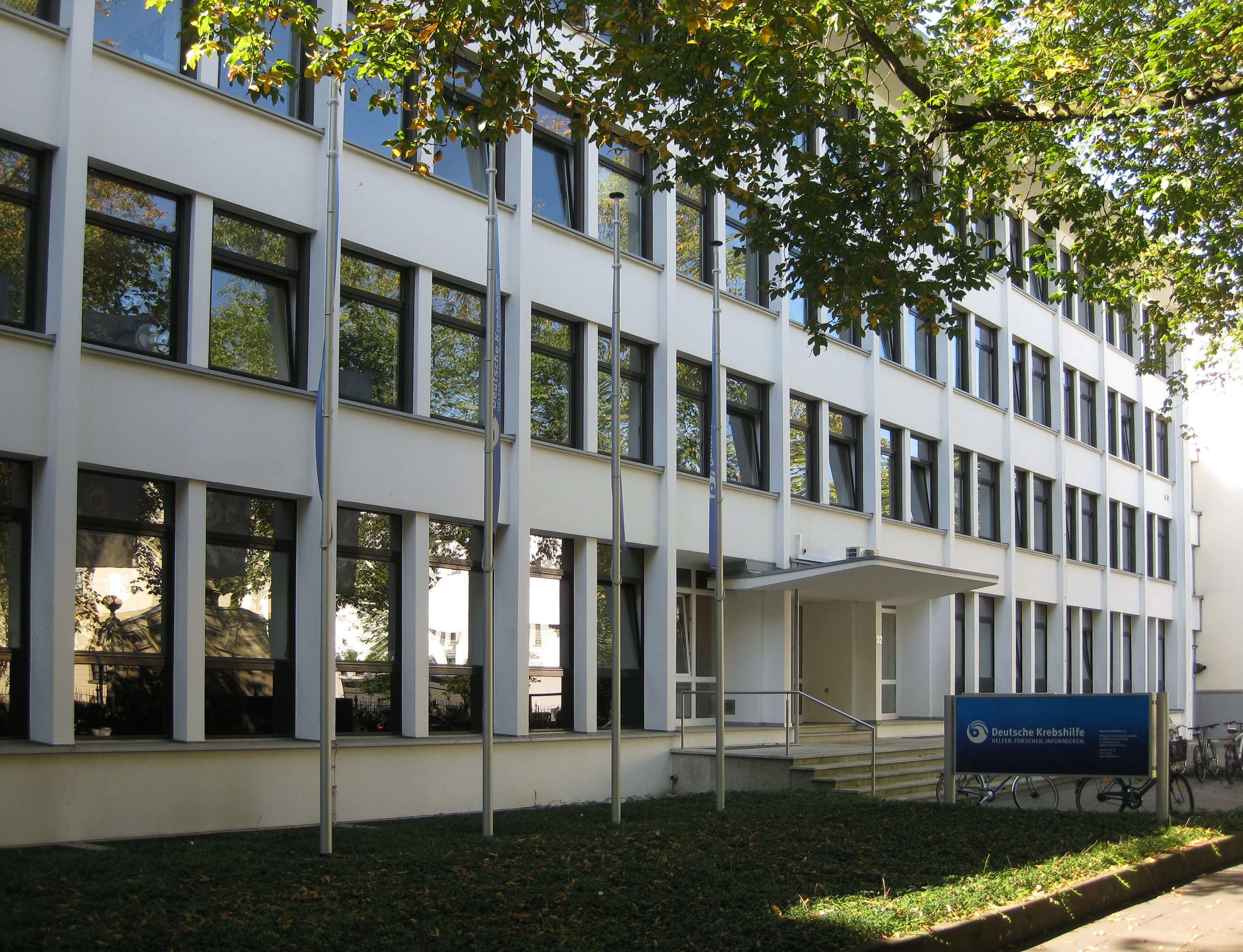
Sitz der Deutschen Krebshilfe in Bonn (2011)

Die Stiftung Deutsche Krebshilfe ist eine gemeinnützige Organisation mit Sitz in Bonn, die sich die Bekämpfung des Krebs zur Aufgabe gemacht hat. Die rechtsfähige Stiftung des bürgerlichen Rechts ging im Jahr 2014 aus dem Verein Deutsche Krebshilfe hervor, der 1974 von der Ärztin Mildred Scheel (1932–1985), der Frau des damaligen deutschen Bundespräsidenten Walter Scheel, ins Leben gerufen wurde. Die amtierende Präsidentin ist Anne-Sophie Mutter und die Vorsitzende des Stiftungsrats Charlotte Niemeyer.
Die Stiftung klärt die Bevölkerung über die Möglichkeit und den Nutzen von Maßnahmen zur Früherkennung auf. Sie unterstützt Kliniken und andere Einrichtungen zur Krebsbekämpfung. An Krebs erkrankten Personen wird Beratung und Hilfe angeboten. Das Motto ihres Wirkens ist: „Helfen. Forschen. Informieren.“

## Geschichte

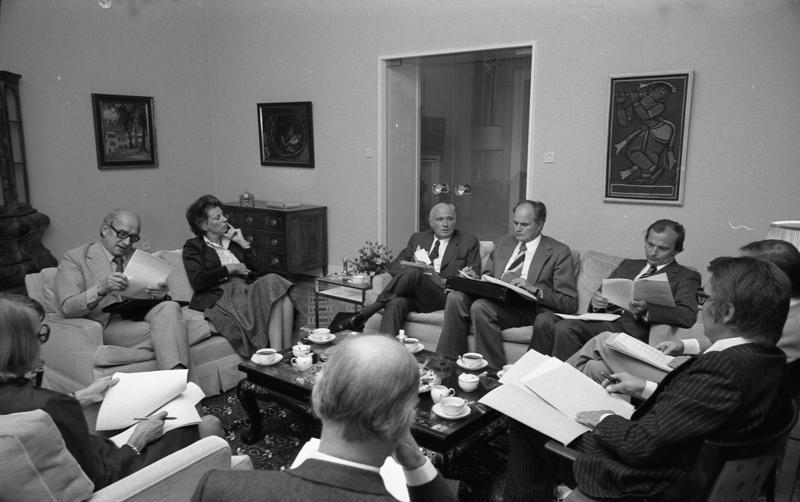
Gründungsgespräche im Bundespräsidialamt 1974

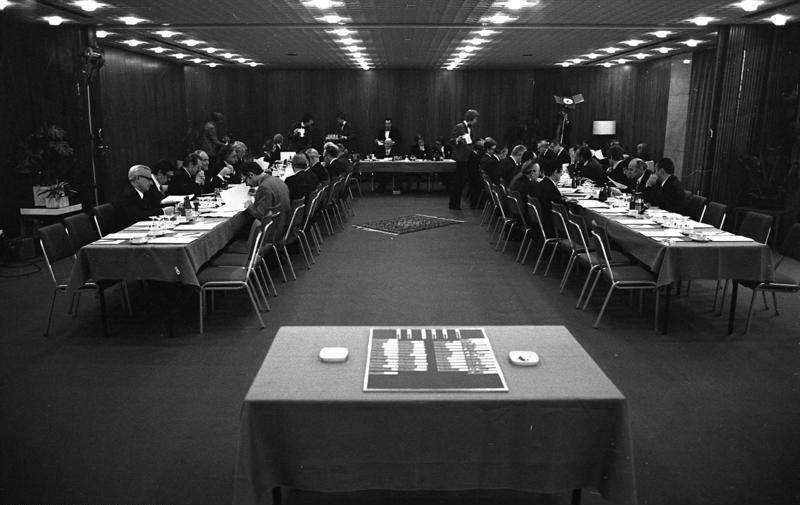
Konstituierung der Deutschen Krebshilfe (1975)

Der Verein konstituierte sich als Deutsche Krebshilfe e. V. am 25. September 1974 auf Initiative von Mildred Scheel, der Frau des damaligen deutschen Bundespräsidenten, in Bonn im Bundespräsidialamt (Villa Hammerschmidt), wo die acht Gründungsmitglieder die Vereinssatzung beschlossen. Die Röntgenärztin betonte bereits im Gründungsjahr, dass vor allem das Tabu, über Brust- und Unterleibskrebs bei Frauen öffentlich zu sprechen, rasch gebrochen werden müsse. Auf Grund ihrer ärztlichen Bewertung sehe sie in Krebs eine sehr bedrohliche Volkskrankheit.
Nach der Gründung der Deutschen Krebshilfe im Jahre 1974 wurde offenkundig, dass sich viele Menschen der Organisation persönlich verbunden fühlen und dies auch dokumentieren möchten. Aufgrund dessen wurde der Förderverein Mildred-Scheel-Kreis (MSK) ins Leben gerufen. Der zunächst lose Zusammenschluss gleichgesinnter Bürger erhielt am 7. November 1977 den Status eines eingetragenen Vereins. Zu diesem Zeitpunkt gehörten diesem Kreis bereits mehr als 50.000 Bürger an. Mildred Scheel selbst betreute die Mitglieder persönlich und traf sie zu regelmäßigen Teestunden.
Die Aufgaben des Vereins definierte die Satzung mit den Worten: „Zweck des Vereins ist es, die Krebskrankheiten in all ihren Erscheinungsformen durch geeignete Maßnahmen insbesondere der Information und Aufklärung, Vorsorge, Gesundheitserziehung, Prävention, Früherkennung, Diagnostik, Therapie, Nachsorge und Forschung zu bekämpfen.“ In den ersten fünfzehn Monaten nach ihrer Gründung konnte die Deutsche Krebshilfe Einnahmen von mehr als 4,6 Millionen Euro verzeichnen, im Jahr 1984 zum zehnjährigen Bestehen – waren es 18,9 Millionen, 1995 wurde die 50 Millionen-Grenze überschritten. Zur Jahrtausendwende erhielt die Deutsche Krebshilfe rund 71,5 Millionen Euro, und im Jahr 2007 lagen die Einnahmen bei 100,4 Millionen Euro.
Im Jahr 1999, und somit 25 Jahre nach der Gründung, hatte der Verein rund 1600 Projekte unterstützt – mit dem Ziel, die Prävention, Früherkennung, Therapie und Nachsorge bei Krebs zu verbessern und die Forschung voranzutreiben. 4000 Einzelspender und 6600 Erbschaften und Vermächtnisse hatten zu einem großen Spendenaufkommen beigetragen; das lag 1998 bei 130 Millionen D-Mark. Die Organisation hatte bis dahin bei dem Aufbau der Kapazitäten zur Knochenmarktransplantation geholfen. Gezielte Förderung galt dem Aufbau von Spenderdateien, um im eigenen Land geeignete Stammzellspender für die Patienten zu finden. Als größte private Organisation zur Krebsbekämpfung spielte sie eine wichtige Rolle bei der Vergabe von Fördermitteln für die Forschung. Vor allem über ihre Tochterorganisation, die Mildred Scheel Stiftung für Krebsforschung, hat die Deutsche Krebshilfe seit ihrer Gründung zahlreiche Vorhaben und Therapiestudien unterstützt sowie den internationalen Erfahrungsaustausch gefördert. „Das Engagement der Krebshilfe hat das öffentliche Bewusstsein und die medizinische Wirklichkeit verändert“, würdigte Bundespräsident Johannes Rau während des Festaktes in Bonn am 1. Oktober 1999 anlässlich des 25-jährigen Bestehens der Deutschen Krebshilfe.
Die Umwandlung des Vereins in eine Stiftung wurde 2014 auf der Mitgliederversammlung in Bonn beschlossen. Die durch Stiftungsgeschäft nebst Satzung vom 12. Dezember 2014 als Stiftung bürgerlichen Rechts errichtete Stiftung Deutsche Krebshilfe mit Sitz in Bonn wurde von der Bezirksregierung Köln als rechtsfähig anerkannt.

## Finanzierung
Die Stiftung finanziert Leistungen ausschließlich durch Spenden. Sie erhält keine öffentlichen Mittel. Gelder aus der pharmazeutischen Industrie werden nicht angenommen. Seit ihrer Gründung im Jahr 1974 hat die Deutsche Krebshilfe über zwei Milliarden Euro an Spenden und sonstigen Zuwendungen aus der Bevölkerung erhalten.
- Nach aktueller Aufstellung 2017 haben die Einnahmen im Geschäftsjahr 2016 durch Spenden die Summe von 249,2 Millionen Euro erreicht. Den größten Posten stellten Erbschaften und Vermächtnisse mit rund 200 Millionen Euro dar.[7] Im Gesamtbetrag 2016 enthalten sind 380.000 Einzelspenden von Privatpersonen und Firmen in Höhe von insgesamt 28,6 Millionen Euro. Die Organisation hat im Geschäftsjahr 2016 insgesamt 127 Projekte und Initiativen mit den Jahreseinnahmen gefördert, um die Versorgung krebskranker Menschen weiter zu verbessern.
- Im Geschäftsbericht 2017 hatte die Krebshilfe über Einnahmen und Aktivitäten eine positive Bilanz gezogen. Die Gesamteinnahmen betrugen 122,4 Millionen Euro, gab Vorstandsvorsitzender Gerd Nettekoven mit Dank für die Spendenbereitschaft der Bürger bekannt.[8]

- Im Jahr 2018 hat sich die Solidarität der Spender mit der Deutschen Krebshilfe fortgesetzt. Über 135 Millionen Euro hat die Krebshilfe an Einnahmen verzeichnen könne, wie aus dem auf einer internationalen Pressekonferenz im Juli 2019 in Berlin vorgelegten Geschäftsbericht hervorgeht.[9] Allein 85,2 Millionen Euro stammten dabei aus Erbschaften und Vermächtnissen. Damit stellen die Erbschaften und Vermächtnisse auch 2018 erneut den größten Einzelposten unter den Einnahmen dar. Krebshilfe-Vorstandsvorsitzender Gerd Nettekoven würdigte die Spenden-Treue der Bürger, „die uns mit ihren Zuwendungen die Möglichkeit geben, die Krebsbekämpfung weiter voranzubringen“. Zu den Einnahmen der Hilfsorganisation kamen fast 400.000 Einzelspenden von Privatpersonen, aus dem Mildred-Scheel-Förderkreis sowie von Firmen mit insgesamt 28,5 Millionen Euro, Erlöse aus Aktionen und Veranstaltungen, Kondolenzspenden sowie Zuweisungen aus Geldauflagen. Insgesamt 128 Projekte sowie weitere Programme und Initiativen hat die Deutsche Krebshilfe mit den Einnahmen aus 2018 gefördert oder auf den Weg gebracht, um die Versorgung krebskranker Menschen zu verbessern.
- Im Jahr 2019 nahm die Deutsche Krebshilfe 127,6 Millionen Euro ein. Mit den Spenden der Bevölkerung sowie Erlösen aus Erbschaften und Vermächtnissen konnte die Organisation 116 neue Projekte fördern und zahlreiche Initiativen im Kampf gegen die Volkskrankheit auf den Weg bringen.[10]

## Organisation

### Präsidenten
- Mildred Scheel (1974 bis 1985), Gründerin
- Helmut Geiger (1985 bis 1999), Ehrenpräsident ab 2000[11]
- Dagmar Schipanski (2000 bis 2009), Ehrenpräsidentin ab 2010
- Harald zur Hausen (Januar bis Mai 2010)
- Fritz Pleitgen (2010–2021)
- Anne-Sophie Mutter (April 2021 bis Juni 2025)[12]

### Stiftungsrat
- Hans-Peter Krämer, Vorsitzender (2014 bis 2019)
- Joachim Faber, Vorsitzender (2020 bis 2024)
- Michael Rüdiger, Vorsitzender (Dezember 2024 bis Februar 2025)
- Charlotte Niemeyer, Vorsitzende (seit Februar 2025)

### Vorstand Stiftung Deutsche Krebshilfe
- Franz Kohlhuber, Gerd Nettekoven (kommissarisch)[13]

### Tochterorganisationen

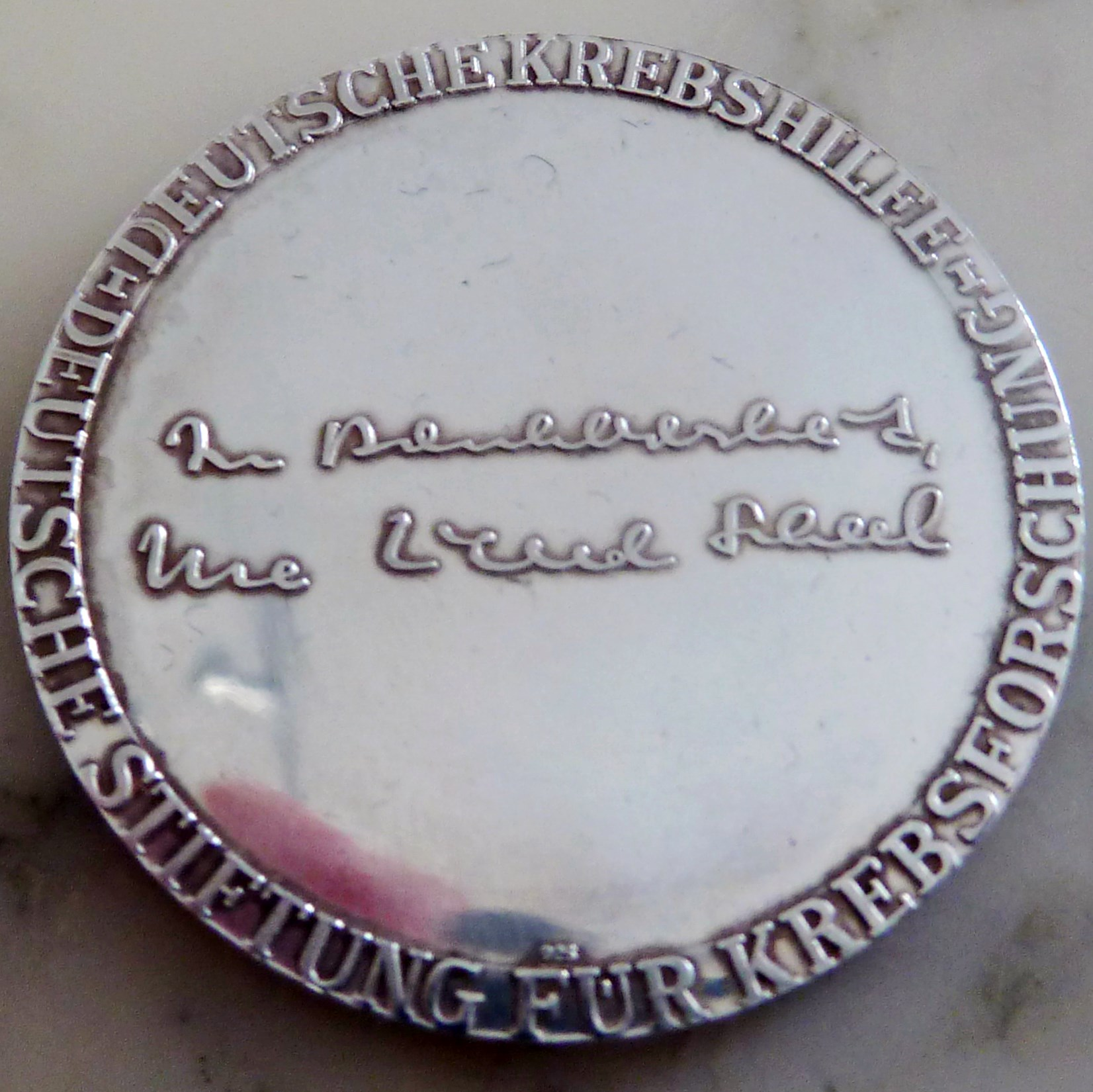
Silbermedaille der Deutschen Krebshilfe (Stiftung für Krebsforschung), die Claus Spahn von Mildred Scheel als Auszeichnung 1978 überreicht bekam.

Der Verein unterhält eine Geschäftsstelle in Bonn, die auch die laufenden Geschäfte der Tochterorganisationen führt. Diese sind:
- Mildred Scheel Stiftung für Krebsforschung, gegründet am 16. Februar 1976

Die Mildred Scheel Stiftung für Krebsforschung ist eine deutsche Wissenschaftsstiftung. Ihr vorrangiges Ziel ist es, vorwiegend durch Langzeitförderung wissenschaftlicher, kliniknaher Krebsforschungsprojekte die Krebsbekämpfung voranzutreiben und intensiv zu unterstützen. Die Organisation ist eine selbstständige rechtsfähige Stiftung. Die Stiftung unterstützt unter anderem auch qualifizierte Nachwuchswissenschaftler, um den Forschungsstandort Deutschland im Fachbereich Onkologie sichern zu helfen. Der internationalen Begegnung und Zusammenarbeit dienen Tagungen, die von der Stiftung von Anfang an organisiert wurden. Seit Jahren findet in den Sommermonaten regelmäßig die „Mildred Scheel Cancer Conference“ im Gästehaus Petersberg bei Bonn statt.
- Mildred Scheel Kreis e. V., Förderverein, gegründet am 7. November 1977
- Mildred Scheel Akademie für Forschung und Bildung GmbH (Köln), gegründet am 30. April 1992
- Stiftung Deutsche KinderKrebshilfe, gegründete 1996

## Informationsarbeit
Die Organisation klärt die Bevölkerung über die Krankheit Krebs auf, insbesondere über die Möglichkeit und den Nutzen von Maßnahmen zur Prävention und Früherkennung. Zur Informationsarbeit gehören kostenlose Filme und Broschüren, u. a. die Reihe Die Blauen Ratgeber. Sie umfassen Wegweiser zu sozialen Leistungen, zur Vorbeugung gegen Krebs und zum Umgang mit der Krankheit.
Das TV-Magazin in vivo wird seit 2006 produziert und von Annika de Buhr sowie Silvia Laubenbacher moderiert. Das vierteljährlich erscheinende Magazin der Deutschen Krebshilfe berichtet über bundesweite Aktivitäten der Organisation, Spendenaktionen der Bürger und neue Erkenntnisse in der Krebsbekämpfung.

## Leitlinien
Angesichts der Ausbreitung der Volkskrankheit Krebs fanden die im Rahmen des „Leitlinienprogramms Onkologie“ veröffentlichten Fachpublikationen der Stiftung Deutsche Krebshilfe gemeinsam mit den Institutionen Deutsche Krebsgesellschaft und Arbeitsgemeinschaft der Wissenschaftlichen Medizinischen Fachgesellschaften bundesweite Nachfrage. Die Deutsche Krebshilfe hat im Geschäftsjahr 2018 Rund 1,2 Millionen Euro Spendengelder für das Erstellen und Aktualisieren von S3-Leitlinien bereitgestellt.

## Deutsche Krebshilfe Preis
Der Deutsche Krebshilfe Preis ist eine Auszeichnung für deutsche Krebsforscher. Er geht zurück auf eine Erbschaft, die die Deutsche Krebshilfe im Jahr 1995 erhielt.

## Ehrenpreis: Rauch-frei-Siegel
Der Verein und das Aktionsbündnis Nichtrauchen haben im Dezember 2011 die ARD/MDR-Fernsehproduktion In aller Freundschaft mit dem „Rauch-frei-Siegel“ ausgezeichnet. Die Auszeichnung wird seit 2003 in Anerkennung dafür vergeben, dass TV und Filmproduktionen auf die Darstellung von Raucher-Szenen verzichten. Zugleich protestieren beide Organisationen gemeinsam dagegen, dass vor allem im deutschen Fernsehen „trotz des gesetzlichen Werbeverbotes Schleichwerbung für Zigaretten vorkommt“.
- 2015 erhielt die ZDF-Krimiserie Die Rosenheim-Cops die Auszeichnung „Rauch-frei-Siegel“. Die Ehrung erfolgte laut Laudatio bei der Preisverleihung, weil die Produktion auf „rauchende Charaktere verzichtet und dabei hilft, Nichtrauchen als gesellschaftlichen Normalzustand darzustellen“.[17]
- 2017 ging die Auszeichnung „Rauch-frei-Siegel“ durch das Aktionsbündnis Nichtrauchen (ABNR) und die Stiftung Deutsche Krebshilfe in Berlin an Film Auf Augenhöhe des Regisseurs Joachim Dollhopf und der Drehbuchautorin Evi Goldbrunner.[18]
- 2019 wurde der Ehrenpreis „Rauch-frei-Siegel“ der Deutschen Krebshilfe und des Aktionsbündnisses Nichtrauchen (ABNR) für den Familienfilm Rocca verändert die Welt verliehen in Würdigung, dass die Geschichte um das elfjährige Mädchen Rocca ohne Raucher-Szenen auskommt.[19]
- 2021 erhielt erstmals ein Dokumentarfilm das Rauchfrei-Siegel der ABNR und der Deutschen Krebshilfe, den die Redaktion Aktuelles/ARTE mit dem Titel produzierte: „Nikotin. Droge mit Zukunft“. Die Regisseurin Bärbel Merseburger-Sill und Autorin Miriam Carbe gingen den Fragen der Marktstrategien der Tabakindustrie nach.[20]

## Der Mildred-Scheel-Förderkreis
Der Mildred-Scheel-Förderkreis ist eine am 7. November 1977 von Mildred Scheel gründete Tochterorganisation. In diesem Verein können sich Menschen engagieren, die sich der Organisation besonders verbunden fühlen. Hauptanliegen des Vereins ist es, die Behandlung und Betreuung krebskranker Menschen kontinuierlich und langfristig zu verbessern.
Der Mildred-Scheel-Förderkreis unterhält und betreibt seit 1992 die Mildred Scheel Akademie für Forschung und Bildung in Köln. Das Angebot dieser Fort- und Weiterbildungsstätte richtet sich an alle, die sich beruflich oder ehrenamtlich für krebskranke Menschen einsetzen, sowie an Krebskranke, ihre Angehörigen und interessierte Bürger. Vorsitzende ist die Autorin und Tochter der Gründerin Cornelia Scheel. Sie übernahm am 19. Dezember 2017 bei einem Festakt in Bonn den Vereinsvorsitz von Krebshilfe-Ehrenpräsidentin Dagmar Schipanski, die sich weiterhin in Stiftungsgremien und in der gesundheitspolitischen Krebs-Diskussion engagiert.

## Mildred-Scheel-Nachwuchszentren
Die Stiftung Deutsche Krebshilfe unterstützt die Forschung, um neue Diagnoseverfahren und Therapien zu finden. Im Rahmen der verstärkten Förderung wurde 2019 das fünfte „Mildred-Scheel-Nachwuchszentrum“ am Standort Würzburg eingerichtet, wo junge Wissenschaftler künftig dazu beitragen, die Krebsforschung in Deutschland zukunftsfähig zu halten. Die finanzielle Erstausstattung beträgt jeweils zehn Millionen Euro aus Spendengeldern. In Würzburg ist die Medizinische Fakultät der Julius-Maximilians-Universität (JMU) Träger des neuen Nachwuchszentrums. Es wird geleitet von Professor Martin Eilers, Krebsforscher am Biozentrum der Universität.

## Kooperation mit der DKG
Die zentrale Veranstaltung Deutscher Krebskongress (DKK) haben die Deutsche Krebsgesellschaft (DKG) und die Deutsche Krebshilfe 2014 in Berlin erstmals gemeinsam ausgerichtet. Es ist der größte und älteste Fachkongress zur Krebsdiagnostik und Krebstherapie im deutschsprachigen Raum von internationalem Interesse. Die DKG und die Stiftung Deutsche Krebshilfe organisierten im Februar 2018 zum dritten Mal in Folge als gleichberechtigte Partner den Krebskongress in Berlin. Bei diesem Fachkongress mit internationaler Beteiligung hat ein Besucherrekord von rund 12.000 Experten in vier Tagen die Bedeutung der Zusammenarbeit führender Krebs-Organisationen verdeutlicht. Die Besucherzahlen des DKK weisen seit der Kooperation DKG-Krebshilfe eine steigende Tendenz auf. Beim Kongress 2016 waren bereits 11.235 Teilnehmer aus allen Berufsgruppen rund um das Thema Krebs registriert.

## Krebsbekämpfung als gemeinsames Ziel
Beide Organisationen hatten bereits 2012 grundsätzlich die Krebsbekämpfung als gemeinsames Ziel bezeichnet. Seither wirken sie vor allem auch in der Fachinformation für Bürger durch kostenlose Bereitstellung von Broschüren zusammen, um Doppelarbeit zu vermeiden. 2014 haben Deutsche Krebshilfe und DKG ihre gemeinsame Informationsarbeit in einer Aktion Rehabilitation nach Krebs verstärkt, um den Betroffenen rascher zu ihren berechtigten Ansprüchen zu verhelfen. Die Zahl der Anträge auf onkologische Rehabilitation ist seit 2011 rückläufig. Zugleich steigt der Rehabilitationsbedarf nach Überzeugung von Ärzten und Patientenorganisationen ständig weiter.
Seit Oktober 2014 bieten DKG und Deutsche Krebshilfe in Partnerschaft ihren erweiterten Telefon-Service für Patienten an. Der Beratungsdienst Infonetz Krebs ist bundesweit neu eingerichtet. Unter der Telefonnummer 0800 / 80 70 88 77 erhalten Betroffene und deren Familienangehörige kostenfreie Beratung zum Thema Krebs. Damit reagierten die Fachorganisationen auf den steigenden Beratungsbedarf in der Bundesrepublik. Die Berater können dabei auf eine umfangreiche Datenbank zurückgreifen, in der das heutige Wissen in der Onkologie gebündelt ist. Sie wurde von Wissenschaftlern der DKG und der DKH aufgebaut. Die qualitätsgesicherten Informationen seien zugleich Vorbereitung auf das Arztgespräch.

## Kritische Betrachtung
Nach Informationen des Spiegels steht die Deutsche Krebshilfe im Verdacht der Vetternwirtschaft: Danach habe der Sohn von Vorstandschef Hans-Peter Krämer über Jahre sechsstellige Summen durch eine vom Verein geschaffene Initiative Handball hilft erhalten. Die Deutsche Krebshilfe weist die Vorwürfe zurück; der Auftrag an die Firma des Sohnes sei nicht aus familiären Gründen erfolgt.
In der Frankfurter Allgemeinen Zeitung vom 11. Januar 2012 kritisiert der Urologe Lothar Weißbach die Deutsche Krebshilfe e. V., sie habe „Anliegen der Bürger missachtet“ und es habe durch sie eine „mangelnde Unterstützung in Not geratener Patienten durch den Härtefonds“ gegeben, so Weißbach. Seine Vorwürfe gipfelten in der Behauptung: „Die Deutsche Krebshilfe stranguliert sich selbst.“ Weißbach war von 1998 bis 2000 Präsident der Deutschen Krebsgesellschaft. Er warb für mehr Zusammenarbeit zwischen Fachgesellschaft und Deutscher Krebshilfe.
Kritisiert wurde in der Vergangenheit, dass die Deutsche Krebshilfe aus Rücksicht auf ihre Unterstützer Minderheiten diskriminiere. So beendete 1991 Mildred Scheels Tochter Cornelia Scheel ihre Tätigkeit bei der Deutschen Krebshilfe, u. a. als Repräsentantin der Kinderkrebshilfe. Anlass dieser Trennung war die Bekanntgabe ihrer damaligen Beziehung zu Hella von Sinnen, da die Organisation negative Schlagzeilen befürchtete. Mittlerweile besteht wieder eine engere Verbindung zwischen Cornelia Scheel und der Deutschen Krebshilfe. So wurde auf der Homepage der Krebshilfe 2016 auf die Termine für die Lesungen von Cornelia Scheel und Hella von Sinnen aus dem Buch Mildred Scheel – Erinnerungen an meine Mutter hingewiesen. Bei der Premiere der öffentlichen Vorlesungsreihe in Köln hielt der Vorstandsvorsitzende der Krebshilfe die Einführung. Seit 2017 ist Cornelia Scheel Vorsitzende des Mildred-Scheel-Förderkreises, einer Tochterorganisation der Deutschen Krebshilfe.
Im Jahr 2010 weigerte sich die Deutsche Krebshilfe, einen Gamer-Verein auf ihrer Webseite der öffentliche Spender zu nennen, sondern ließ in diesem Fall nur anonyme Spenden zu. Der Verein entspreche nicht den internen ethischen Regeln. Bei der Gamescom 2016 und 2017 nahm allerdings eine Vertreterin der Deutschen Krebshilfe einen Spendenscheck zweier Gamer an, die mehr als ein Jahr lang in ihren Gaming-Streams dazu aufgerufen hatten, für die Krebshilfe zu spenden. Auch das Netzwerk „Endside-Gaming“ führte 2017 zwei Benefizveranstaltungen für die Deutsche Krebshilfe durch.

## Kurioses
Ab dem 27. März 2018 spendeten Benutzer des deutschen Imageboards pr0gramm in einer humoristischen Protestaktion unter dem Tag „Krebs ist scheiße“ gegen den investigativen US-Journalisten Brian Krebs Geld an krebsbekämpfende Organisationen wie die Deutsche Krebshilfe, wodurch es teilweise zu einer Überlastung der Spendenserver kam. Laut Stellungnahme von Gerd Nettekoven, dem Vorstandsvorsitzenden der Stiftung Deutsche Krebshilfe, gingen bis zum Nachmittag des 30. März rund 8.300 Spenden mit insgesamt 207.500 Euro ein. Aufgrund der positiven Resonanz der Aktion, wiederholte die Community des Imageboards die Aktion einfach am 27. März 2019. Bei der zweiten Aktion kamen insgesamt 277.000 € zusammen, wovon 94.600 € Euro an die Deutsche Krebshilfe gingen. Weitere Adressaten der Aktion waren beide Male: Deutsche Knochenmarkspenderdatei, Deutsche Kinderkrebsstiftung, das Deutsche Krebsforschungszentrum, die Österreichische Spenderorganisation, die Schweizer Spenderorganisation und diverse andere Organisationen zum Thema.